# Прокудино (Саратовская область)
Прокудино — село в Аткарском районе Саратовской области России. Входит в состав Даниловского муниципального образования.

## История
В «Списке населённых мест Саратовской губернии по данным 1859 года» населённый пункт упомянут как владельческое сельцо Прокудино (Большая Палатовка) Аткарского уезда (1-го стана) при реке Сухая Палатовка, расположенная в 21 версте от уездного города Аткарска. В сельце имелось 103 двора и проживало 577 жителей (287 мужчин и 290 женщин).
Согласно «Списку населённых мест Аткарского уезда» издания 1914 года (по сведениям за 1911 год) в деревне Проскудина, входившей в состав Берёзовской волости, имелось 128 хозяйств и проживало 767 человек (394 мужчины и 373 женщины). В национальном составе населения преобладали великороссы. Функционировала земская школа.

## География
Село находится в северной части района, в пределах Приволжской возвышенности, на берегах реки Сухая Палатовка, на расстоянии примерно 17 километров (по прямой) к северу от города Аткарск. Абсолютная высота — 168 метров над уровнем моря.
Часовой пояс
Село Прокудино, как и вся Саратовская область, находится в часовой зоне МСК+1. Смещение применяемого времени относительно UTC составляет +4:00.

## Население
| 2002 | 2010 |
| ---- | ---- |
| 416  | ↘398 |

Гендерный состав
По данным Всероссийской переписи населения 2010 года в гендерной структуре населения мужчины составляли 48,2 %, женщины — соответственно 51,8 %.
Национальный состав
Согласно результатам переписи 2002 года, в национальной структуре населения русские составляли 83 % из 416 чел.

## Известные уроженцы
Мухин Виктор Петрович (1928—2005) —  советский государственный деятель и деятель здравоохранения. Депутат Верховного Совета СССР 10-го созыва (1979―1984). Заслуженный врач Марийской АССР (1977).

## Инфраструктура
В селе функционируют основная общеобразовательная школа, детский сад, фельдшерско-акушерский пункт, дом культуры и отделение Почты России.

## Улицы
Уличная сеть села состоит из четырёх улиц.